# Étienne Lux
Pour les articles homonymes, voir Lux.
Étienne Lux, né le 30 avril 1925 à Strasbourg et mort le 21 juin 2020 à Stutzheim-Offenheim (Bas-Rhin), est un député MRP du Bas-Rhin entre 1956 et 1962. 

## Biographie
Fils d'agriculteur, il travaille sur l'exploitation familiale après des études suivies à l'école d'agriculture de Château-Salins.
Engagé après la seconde guerre mondiale dans l'action catholique, il est président de la Jeunesse agricole chrétienne d'Alsace de 1946 à 1952.
Il quitte cette responsabilité pour prendre la direction d'une exploitation à Offensheim.
En 1953, il est élu conseiller municipal de cette commune et, trois ans plus tard, à tout juste trente ans, il figure en troisième position sur la liste MRP, menée par Pierre Pflimlin, pour les législatives.
Élu député, il s'intéresse principalement aux questions agricoles et défend les positions de son parti sur les questions nationales.
Réélu en 1962, il devient maire d'Offensheim en 1965, mandat qu'il conserve jusqu'en 1972. Il quitte cependant l'Assemblée nationale en 1967.

## Distinctions
- Commandeur du Mérite agricole[1],
- Chevalier de la Légion d’honneur[1],
- Chevalier de l’ordre national du Mérite[1].